# Margarida II da Dinamarca
Margarida II, em dinamarquês:  Margrethe II (Margrethe Alexandrine Þórhildur Ingrid, Copenhague, 16 de abril de 1940), é um membro da família real dinamarquesa que foi Rainha da Dinamarca, Comandante-em-Chefe das Forças Armadas Dinamarquesas e a autoridade suprema da Igreja Dinamarquesa de 1972 até sua abdicação, em 14 de janeiro de 2024. Tendo reinado por 52 anos como rainha reinante, tornou-se a terceira monarca europeia com o reinado mais longo e a chefe de estado feminina dinamarquesa com mais tempo no cargo. De 1953 até 1972, obteve o título de Princesa Herdeira da Dinamarca, após uma emenda constitucional permitir que as mulheres herdassem o trono dinamarquês. Ela ascendeu ao trono no dia 14 de janeiro de 1972, após a morte de seu pai, o rei Frederico IX.
Nascida no Palácio de Amalienborg, como membro da Casa de Glücksburg, um ramo cadete da Casa de Oldemburgo, Margarida é a filha mais velha do rei Frederico IX e da rainha Ingrid. Tornou-se herdeira presuntiva de seu pai em 1953 e após sua ascensão em 1972, ela se tornou a primeira monarca feminina da Dinamarca pelo novo Ato de Sucessão, desde da rainha Margarida I, que também foi governante dos reinos da Escandinávia em 1376–1412 durante a União de Kalmar. Em 1967, casou-se com Henrique de Laborde de Monpezat, com quem teve dois filhos: o rei Frederico X (nascido em 1968) e o príncipe Joaquim (nascido em 1969).
Margarida é conhecida por sua forte paixão arqueológica e participou de várias escavações, inclusive na Itália, Egito, Dinamarca e América do Sul. Ela compartilhou esse interesse com seu avô, o rei Gustavo VI Adolfo da Suécia, com quem passou algum tempo desenterrando artefatos perto de Etrúria em 1962.
Esteve no trono por 52 anos, se tornando a segunda monarca dinamarquesa com o reinado mais longo, atrás apenas de seu ancestral Cristiano IV que reinou por 60 anos. Após a morte da rainha Isabel II do Reino Unido, ela tornou-se a única mulher a reinar à frente de um país. Em seu último ano como monarca reinante, realizou por volta de 55 visitas de estado estrangeiras.
Em seu discurso anual de ano novo, ocorrido em 31 de dezembro de 2023, Margarida II anunciou que iria abdicar do trono dinamarquês em 14 de janeiro de 2024, passando-o então para o então príncipe herdeiro Frederico.

## Infância e juventude

### Nascimento e batismo
A princesa Margarida nasceu no dia 16 de abril de 1940 no Palácio de Amalienborg, em Copenhague, sendo a filha mais velha do príncipe herdeiro Frederico e da princesa Ingrid. Seu pai era o filho mais velho do rei Cristiano X. Seu nascimento ocorreu apenas uma semana após a invasão da Dinamarca pela Alemanha nazista no dia 9 de abril de 1940. Ela foi batizada no dia 14 de maio de 1940 na Igreja Holmen em Copenhague. Os padrinhos da princesa foram o seu avô rei da Dinamarca, Canuto, Príncipe Herdeiro da Dinamarca, o príncipe Axel da Dinamarca, o rei Gustavo V da Suécia, o príncipe herdeiro Gustavo Adolfo da Suécia, o príncipe Gustavo Adolfo, Duque da Bótnia Ocidental, e o príncipe Artur, Duque de Connaught e Strathearn.
Ela foi nomeada Margarida em homenagem à sua avó materna, a princesa Margarida de Connaught, Alexandrina em homenagem à sua avó paterna, a duquesa Alexandrina de Mecklemburgo-Schwerin, e Ingrid em homenagem à sua mãe. Seu avô, o rei Cristiano X, era também rei da Islândia, e por isso a princesa teve em homenagem ao povo da Islândia, um nome islandês, Þórhildur (escrito com o thorn islandês, que se pronuncia como "th"). Este nome é por vezes anglicizado como "Thorhildur".
Quando Margarida tinha quatro anos, em 1944, nasceu sua primeira irmã, a princesa Benedita, que mais tarde se casou com Ricardo, 6.º Príncipe de Sayn-Wittgenstein-Berleburg. Sua segunda irmã, a princesa Ana Maria, nasceu em 1946 e mais tarde casou-se com Constantino II da Grécia. Em 20 de abril de 1947, o rei Cristiano X morreu e o pai de Margarida ascendeu ao trono como rei Frederico IX.

### Educação

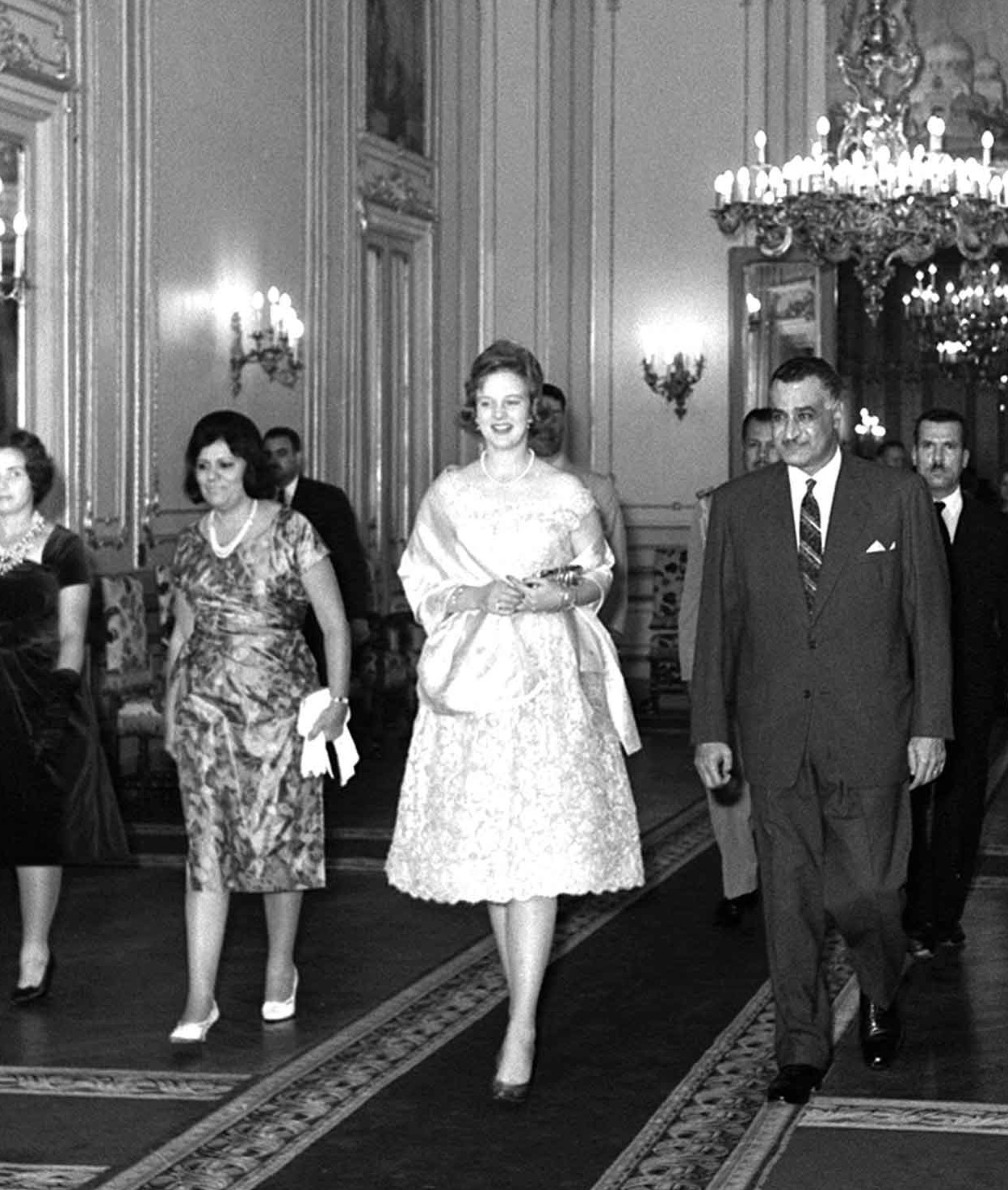
A princesa Margarida com o presidente do Egipto Gamal Abdel Nasser, no Abdeen Palace, Cairo, em 1962

Margarida frequentou Zahles Skole durante os anos 1946 a 1955, e de 1946 a 1949 como aluna privada no Palácio de Amalienborg. No período de 1955 a 1956, era aluna em North Foreland Lodge, em Hampshire, Inglaterra. Tendo recebido aulas particulares, Margarida graduou-se em Zahles Skole no ensino secundário com o exame de certificado (língua linha), em 1959. Em seguida, entre os anos de 1960 e 1965, estudou em universidades da Dinamarca e outros países europeus.  Depois de ter passado no exame de filosofia na Universidade de Copenhaga, em 1960, estudou arqueologia no período entre 1960 a 1961 (ganhando Diploma em Arqueologia Pré-histórica) na Universidade de Cambridge. Posteriormente, estudou ciências políticas na Universidade de Aarhus no período entre 1961-1962, na Sorbonne, em 1963 e na London School of Economics (Escola de Economia de Londres), em 1965. A sua língua materna é o dinamarquês. Além disso, fala francês, sueco, inglês e alemão.

### Funções militares
A então princesa Margarida realizou o serviço voluntário com Women's Flying Corps nos anos 1958 a 1970, e recebeu formação abrangente no corpo durante esse período. Ela é a Comandante Suprema das Forças Armadas da Dinamarca. Para além das relações com a defesa dinamarquesa, Margarida II tem uma ligação especial com unidades da defesa britânica. Em 1972, Margarida foi nomeada Coronel-chefe do Regimento da Rainha e, em 1992 foi nomeada Coronel-chefe do Regimento Real da Princesa de Gales.

## Princesa Herdeira

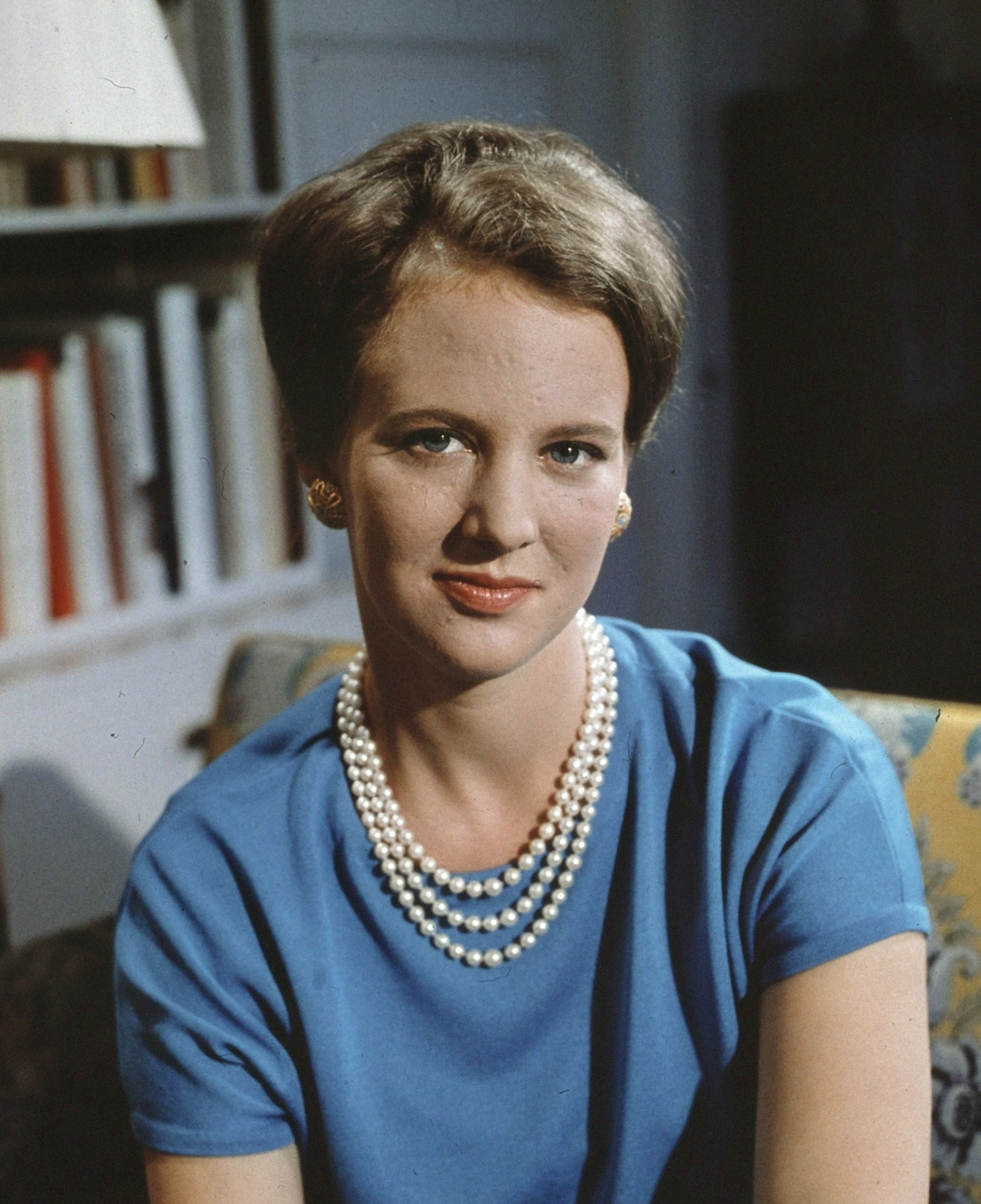
A princesa Margarida em 1966.

O príncipe Canuto, tio e padrinho de Margarida, estava destinado a ser o próximo soberano após a morte de Frederico IX. Nem o nascimento de Margarida nem das suas duas irmãs mais novas mudaram esta situação. Conforme o passar dos anos e devido ao fato de Margarida ser mais popular que seu tio, começaram as discussões sobre a mudança na linha de sucessão, que introduziriam a igualdade de gênero na herança ao trono. O processo de mudança da constituição começou em 1947, pouco depois de o pai de Margarida ascender ao trono e ter ficado claro que a rainha Ingrid não teria mais filhos. O Folketinget (Parlamento Dinamarquês) aceitou alterações à lei das sucessões em 1953 onde o novo Ato de Sucessão permitiu a sucessão feminina ao trono da Dinamarca, de acordo com a primogenitura cognática de preferência masculina, onde uma mulher pode ascender ao trono somente se ela não tiver um irmão. Margarida, então com 13 anos, tornou-se a herdeira do trono da Dinamarca. O tio da princesa, Canuto, não gostou disso. Durante a discussão sobre a mudança das regras de sucessão, ele teria dito: "Quero protestar contra tal lei em meu nome e em nome dos meus filhos que ainda não são adultos". Em 2009, a lei de sucessão foi modificada para primogenitura absoluta. No seu décimo oitavo aniversário, 16 de abril de 1958, Margarida recebeu um assento no Conselho de Estado. Posteriormente, ela presidiu as reuniões do Conselho na ausência do Rei.

### Casamento e maternidade

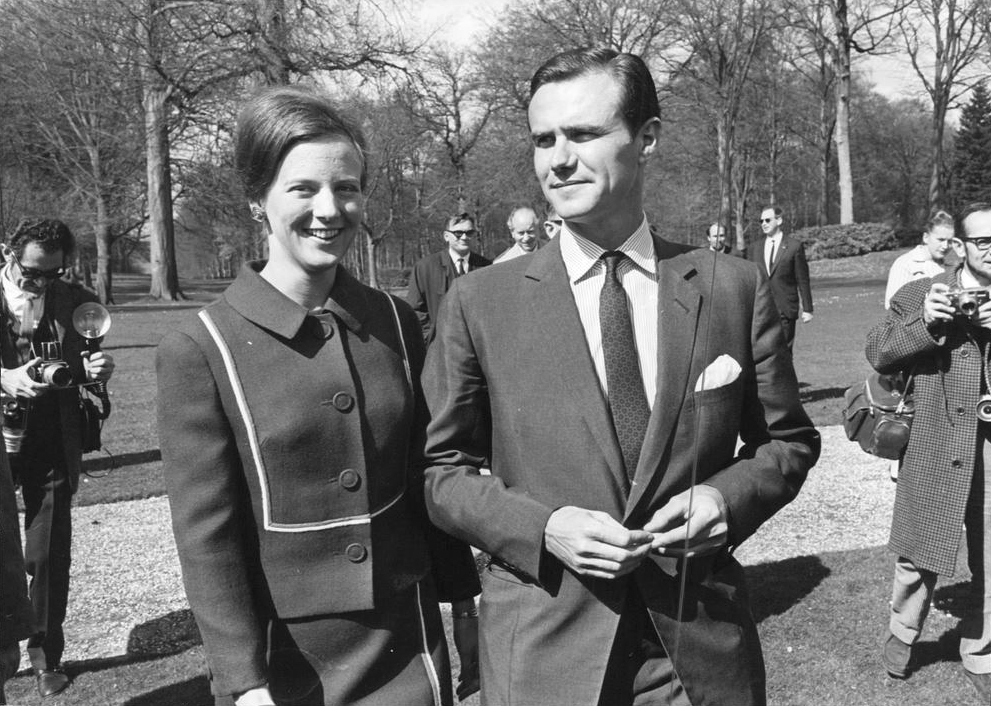
A então princesa Margarida e seu marido Henrique de Laborde de Monpezat, em 1967.

Durante uma estadia em Londres em 1965, a princesa Margarida conheceu o diplomata francês Henrique de Laborde de Monpezat, que era secretário da legação na Embaixada da França em Londres. O noivado foi anunciado em 5 de outubro de 1966. Eles se casaram em 10 de junho de 1967, na Igreja Holmen, em Copenhague, e a recepção de casamento foi realizada no Palácio de Fredensborg. Laborde de Monpezat recebeu o estilo e o título de "Sua Alteza Real o Príncipe Henrique da Dinamarca" por causa de sua nova posição como marido daa herdeiro presuntiva ao trono dinamarquês. Após a ascensão de sua esposa ao trono, Henrique expressou abertamente sua insatisfação pelo fato de não ter recebido o título de rei, mas apenas de príncipe consorte. “Estou com raiva por ser discriminado. A Dinamarca, vista como um país onde a igualdade de gênero é defendida, aparentemente acredita que os maridos valem menos do que as esposas", queixou-se apenas três anos antes da sua morte, em 2015, no jornal francês "Le Figaro". Eles foram casados por mais de cinquenta anos, até a morte de Henrique em 13 de fevereiro de 2018.
Menos de um ano após o casamento, a princesa Margarida deu à luz seu primeiro filho, um menino, em 26 de maio de 1968. Por tradição, os reis dinamarqueses eram alternadamente chamados de Frederico ou Crisitano. Ela optou por manter isso assumindo a posição de cristã e, assim, nomeou seu filho mais velho, Frederico. No ano seguinte, um segundo filho, chamado Joaquim, nasceu em 7 de junho de 1969.

## Reinado

### Ascensão ao trono

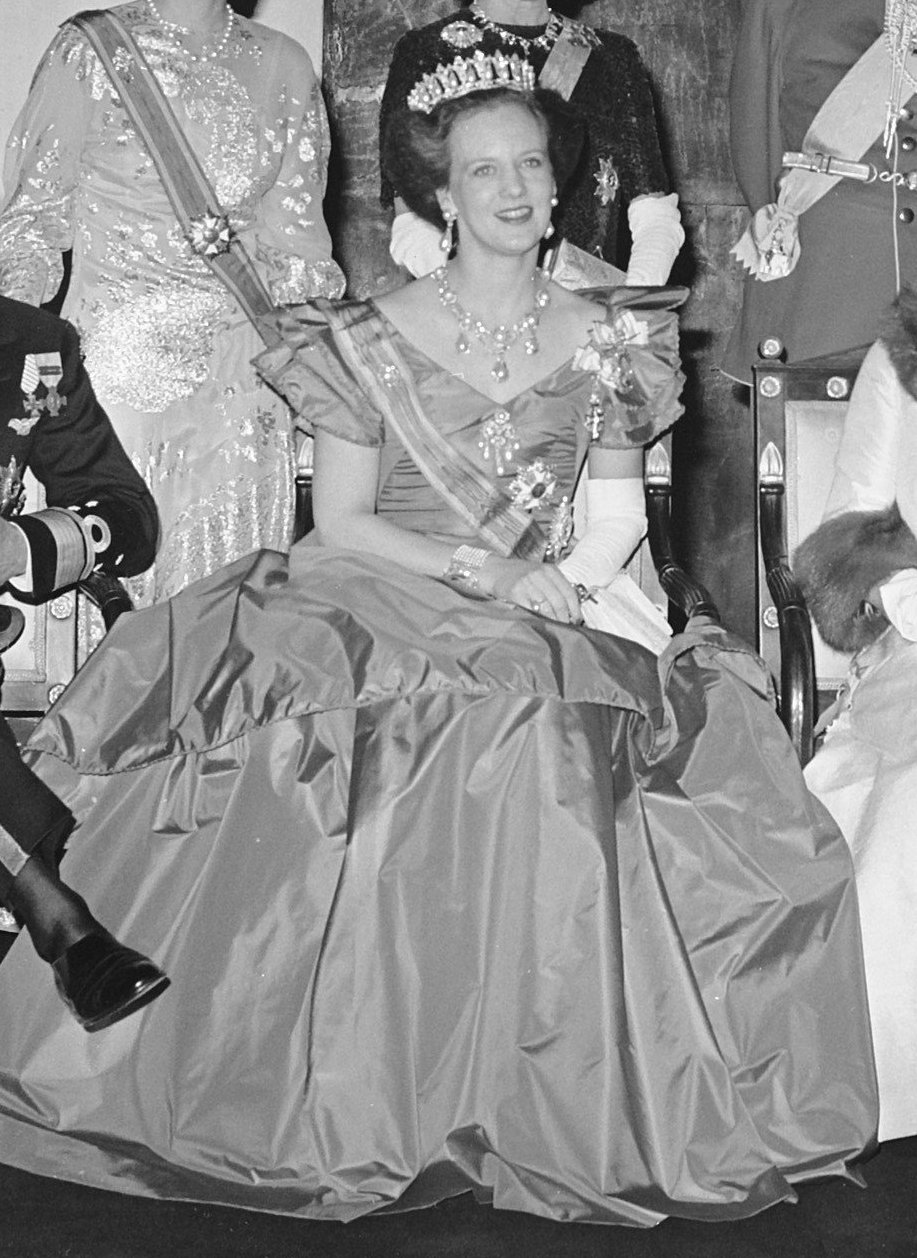
Margarida, já como rainha, em 1975.

Pouco depois de o rei Frederico IX fazer seu discurso de Ano Novo à nação, na virada de 1971 para 1972, ele adoeceu. Ao morrer, 14 dias depois, em 14 de janeiro de 1972, Margarida subiu ao trono aos 31 anos, tornando-se a primeira mulher soberana dinamarquesa sob o novo Ato de Sucessão proposto por seu pai em 1953. Ela foi proclamada na varanda do Palácio de Christiansborg, em 15 de janeiro de 1972 pelo primeiro-ministro Jens Otto Krag. A rainha Margarida II renunciou a todos os títulos anteriores do monarca, exceto o título na Dinamarca. O seu título é portanto: "Pela Graça de Deus, Rainha da Dinamarca" (em dinamarquês: Margrethe den Anden, af Guds Nåde Danmarks Dronning). A rainha escolhe como lema: “A ajuda de Deus, o amor do povo, a força da Dinamarca”.  Ela é rainha de três estados: Dinamarca, Groenlândia e Ilhas Faroé; que juntos formam o Reino da Dinamarca.
No seu primeiro discurso ao povo, a rainha Margarida II declarou:

“Meu amado pai, nosso rei, está morto. A tarefa que meu pai carregou por quase 25 anos agora está sobre meus ombros. Rogo a Deus que me dê ajuda e força para carregar a pesada herança. Que a confiança que foi dada ao meu pai também seja dada a mim.”

### Tarefas e deveres como chefe de Estado

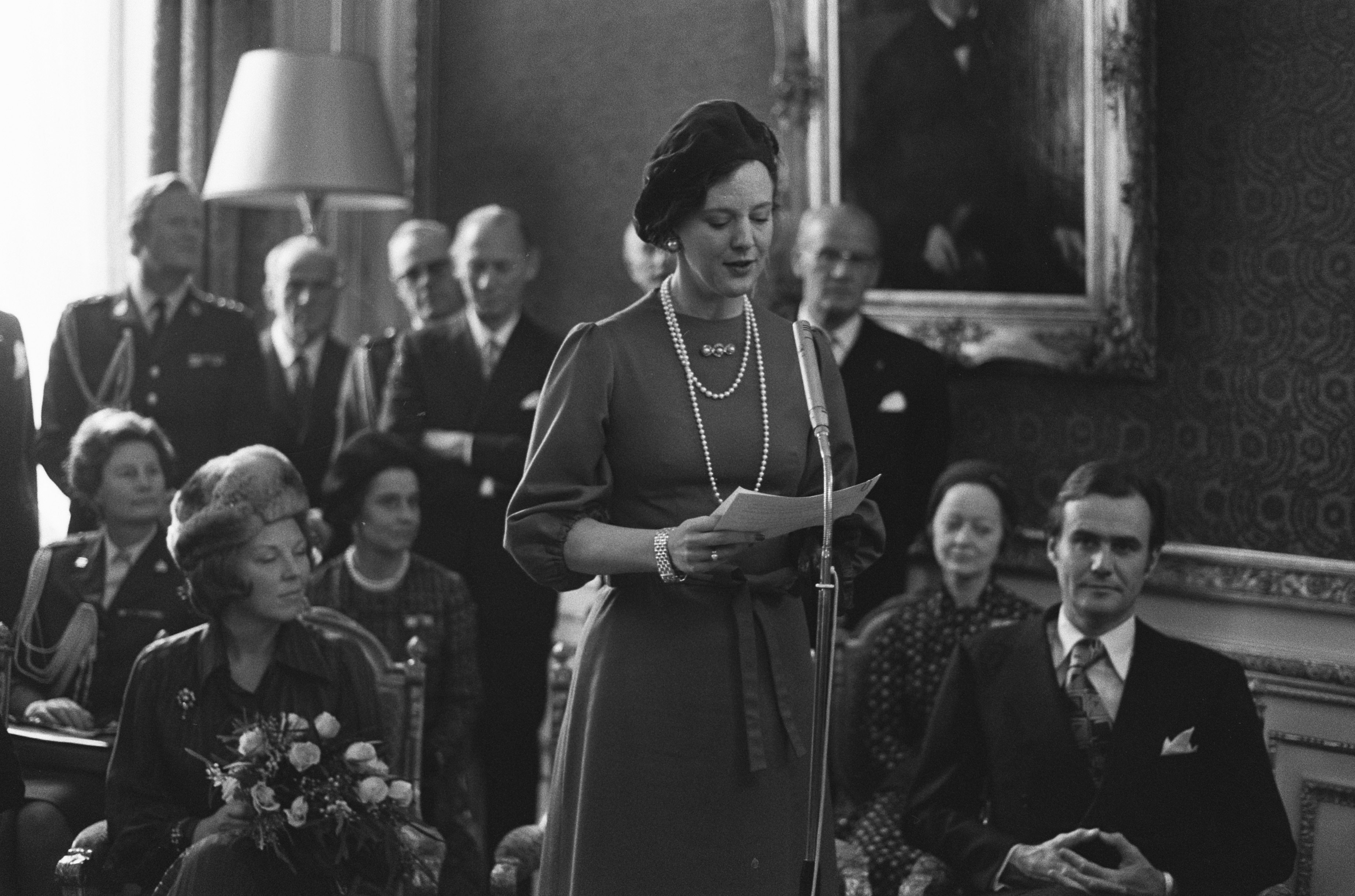
Visita de Estado da rainha Margarida II e do príncipe Henrique na residência oficial de Ivo Samkalden, Países Baixos, 1975.

O Reino da Dinamarca é uma monarquia parlamentar, o que significa que existe uma distribuição de poder entre o soberano e o parlamento. As principais tarefas da Rainha são representar o Reino no exterior e ser uma figura unificadora em casa. Recebe embaixadores estrangeiros e concede honras e condecorações. A rainha desempenha estas tarefas representativas aceitando convites para abrir exposições, assistir a aniversários, inaugurar pontes, etc. Como funcionária pública não eleita, a Rainha não participa na política partidária e não expressa quaisquer opiniões políticas. Embora tenha direito de voto, ele opta por não fazê-lo para evitar até mesmo a aparência de preconceito.

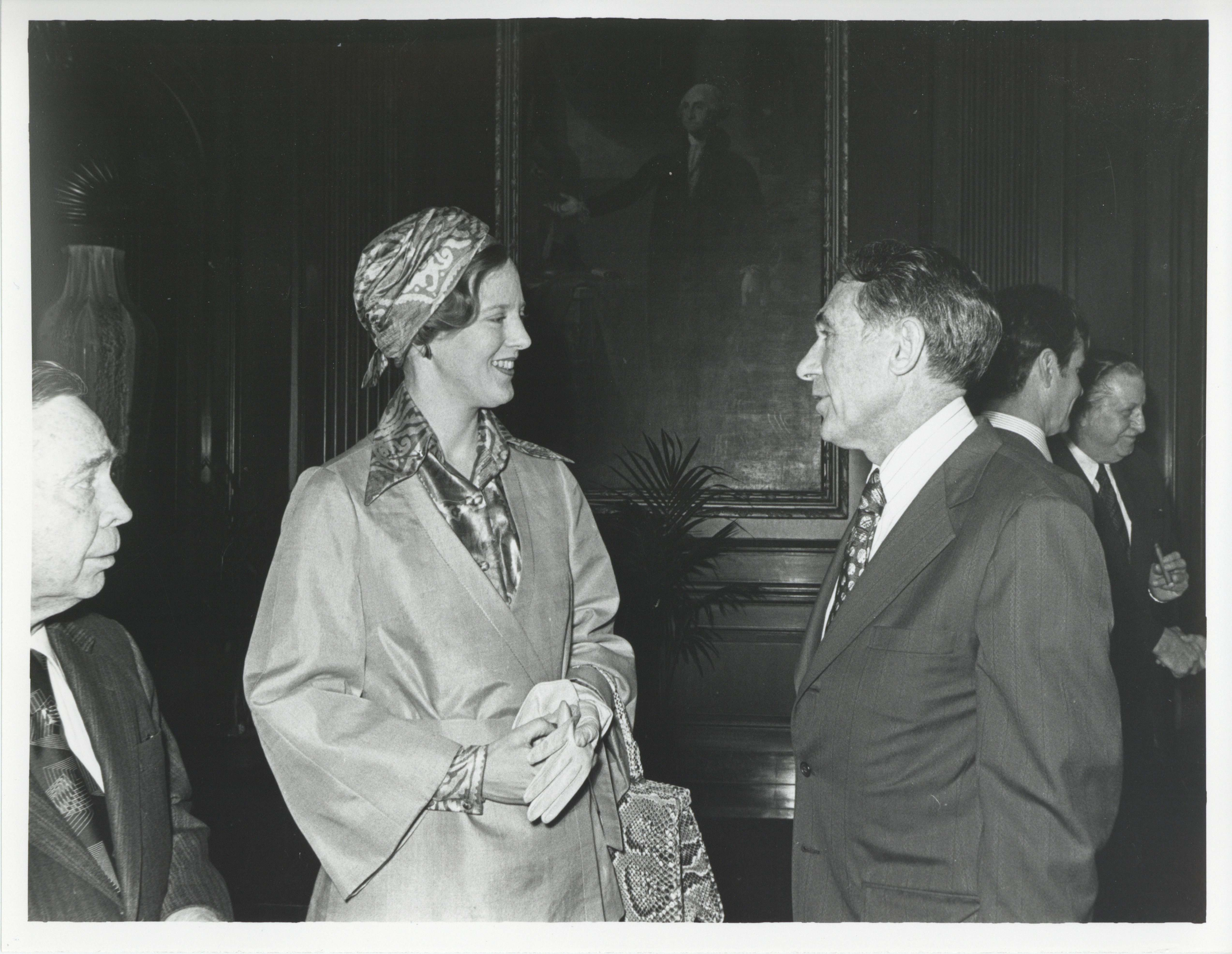
A rainha cumprimentando Carl Albet, Presidente da Câmara dos Representantes dos EUA, em 1976.

Depois de uma eleição em que nenhum candidato a primeiro-ministro tem maioria, a rainha tem uma "Dronningerunde" (reunião com a rainha) na qual se encontra com os presidentes de cada um dos partidos políticos dinamarqueses. Cada parte tem a opção de selecionar um representante para liderar estas negociações ou, em alternativa, dar ao primeiro-ministro o mandato para continuar o seu governo. O líder que, nessa reunião, conseguir obter a maioria dos assentos no Folketing é, por decreto real, encarregado de formar um novo governo. Não aconteceu na história recente que qualquer um dos partidos tenha obtido a maioria absoluta.
Uma vez formado o governo, ele é formalmente estabelecido pela rainha. Oficialmente, o poder executivo reside na Rainha juntamente com o Governo e ela pode, portanto, presidir o Conselho de Estado (conselho privado), onde os atos de lei que foram aprovados pelo Parlamento são transformados em lei. Na prática, porém, quase todos os poderes formais da Rainha são exercidos pelo Gabinete dinamarquês. Além de suas funções em seu próprio país, a Rainha também é Coronel-Chefe do Regimento Real da Princesa de Gales, um regimento de infantaria do Exército Britânico, seguindo uma tradição de sua família.

### Popularidade nas décadas de 1990, 2000 e 2010

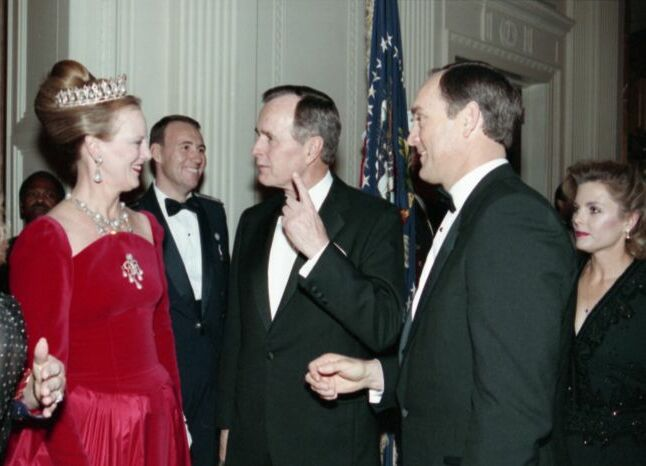
A rainha Margarida II com o presidente George H. W. Bush (centro) e Nolan Ryan (direita) em Washington, D.C. em 1991.

Margarida II se tornou muito popular na Dinamarca, superando em muito o seu pai, que nos anos 1950-1970 atingiu 50% de opiniões favoráveis da opinião pública. A ela é creditada, em particular, a modernização do tribunal, poupando-o dos escândalos vividos pelo do Reino Unido. Entre os soberanos europeus, ela é a única que dá regularmente audiências públicas aos dinamarqueses que desejam falar com ela ou explicar-lhe um problema. A única crítica a ela é sobre fumar em público. Também zombamos gentilmente de suas escolhas de roupas originais. Desde o início do seu reinado, ela tem cumprido escrupulosamente o seu papel de rainha constitucional.

#### Jubileu de Prata

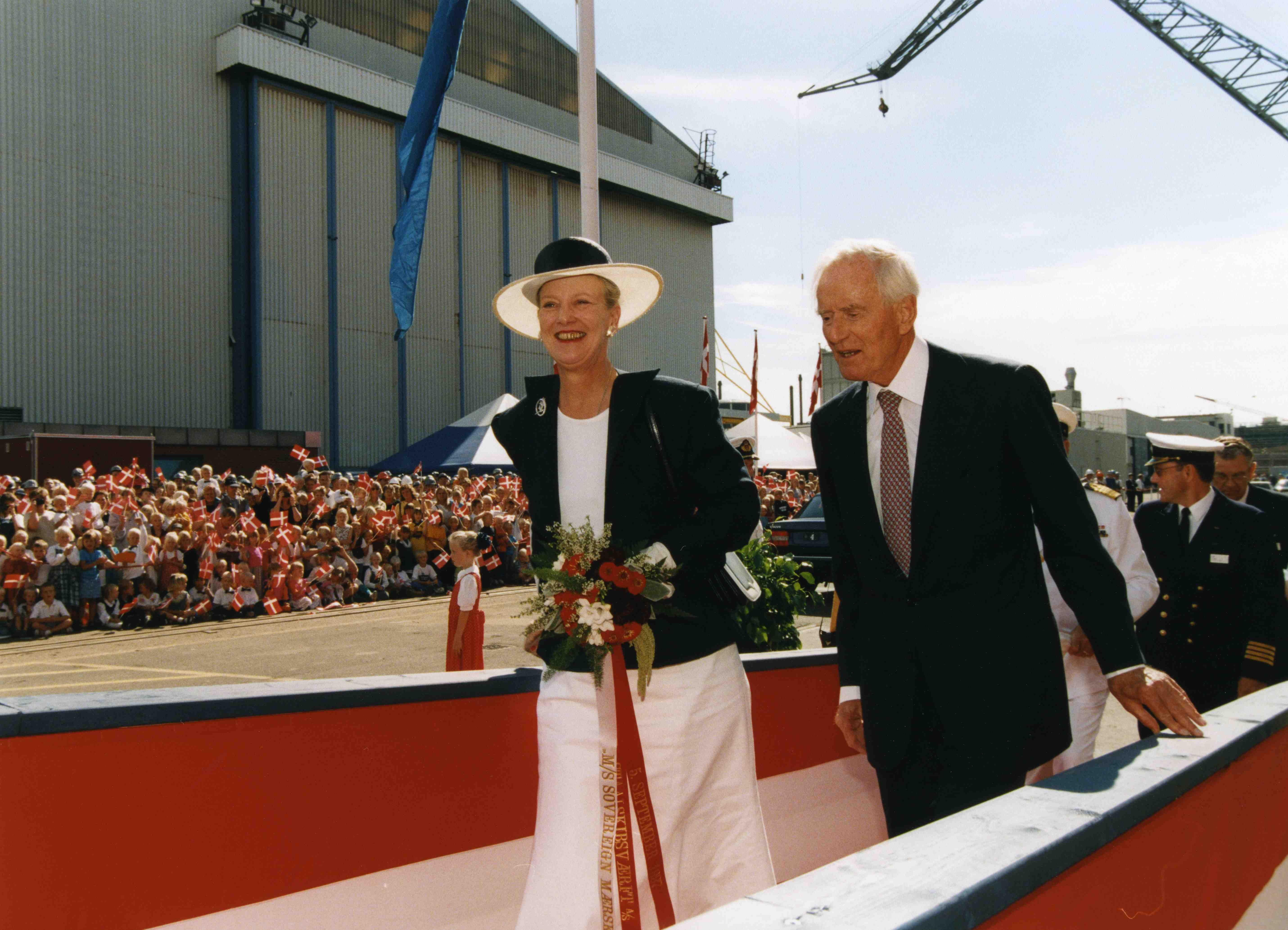
Margarida II e o magnata da marinha Mærsk Mc-Kinney Møller, na inauguração do navio Sovereign Mærsk no Estaleiro Lindø, em 1997.

A rainha celebrou seu Jubileu de Prata em 1997 para marcar o seu 25º ano como monarca. As comemorações do Jubileu de Prata foram marcadas por várias atividades e eventos em toda a Dinamarca. As celebrações tiveram um início difícil, pois o tio da rainha, o príncipe Bertil da Suécia, faleceu alguns dias antes, e enquanto toda a família real dinamarquesa compareceu ao seu funeral em Estocolmo na manhã do dia 13, à noite eles compareceram a um baile de Gala no Royal Danish Theatre. Uma das principais celebrações do jubileu ocorreu no Palácio de Christiansborg, em Copenhague, onde a rainha fez um discurso emocionante para o povo dinamarquês, expressando sua gratidão e compromisso com o país. Houve também uma cerimônia religiosa na Catedral de Copenhague, que contou com a presença de líderes religiosos e representantes de várias nações. O Jubileu de Prata foi especialmente importante para a Rainha Margarida, pois o rei Frederico IX morreu poucos meses antes de seu Jubileu de Prata em 1972.

#### Casamento dos filhos e nascimento dos netos
Seu filho mais novo, o príncipe Joaquim, casou-se com Alexandra Cristina Manley em 1995, uma cidadã britânica originária de Hong Kong, filha de pai sino-britânico, Richard Nigel Manley, e mãe austríaca, Christa Maria Manley (nascida Nowotny). Eles tiveram dois filhos: o príncipe Nicolau (nascido em 28 de agosto de 1999) e o príncipe Felix (nascido em 22 de julho de 2002). Eles se separaram em 2004 e se divorciaram em 2005. A princesa Alexandra foi intitulada Condessa de Frederiksborg pela rainha Margarida II, após o seu novo casamento com Martin Jørgensen, em 3 de março de 2007. Ela continua morando em Copenhague e é convidada para algumas recepções oficiais. Joaquim se casou novamente em 24 de maio de 2008, com a francesa Marie Cavallier. Em 4 de maio de 2009, a princesa deu à luz um filho, o príncipe Henrique, e depois uma filha em 24 de janeiro de 2012, chamada Atena.
No dia 14 de maio de 2004, o príncipe herdeiro Frederico casou-se com uma australiana, Maria Donaldson, que conheceu nos Jogos Olímpicos de Verão de 2000. Em 15 de outubro de 2005 no Rigshospitalet de Copenhague, a princesa deu à luz um menino, o príncipe Cristiano, segundo herdeiro da Coroa na época, atrás de seu pai. Já no dia 21 de abril de 2007, também no Rigshospitalet, a princesa deu à luz uma filha, Isabel Henriqueta. Maria também deu à luz um casal de gêmeos em 8 de janeiro de 2011, um menino, o príncipe Vicente, e uma menina, a princesa Josefina.
Em 2008, a rainha anunciou que os seus descendentes teriam o título adicional de Conde ou Condessa de Monpezat, em reconhecimento à ascendência do seu marido.

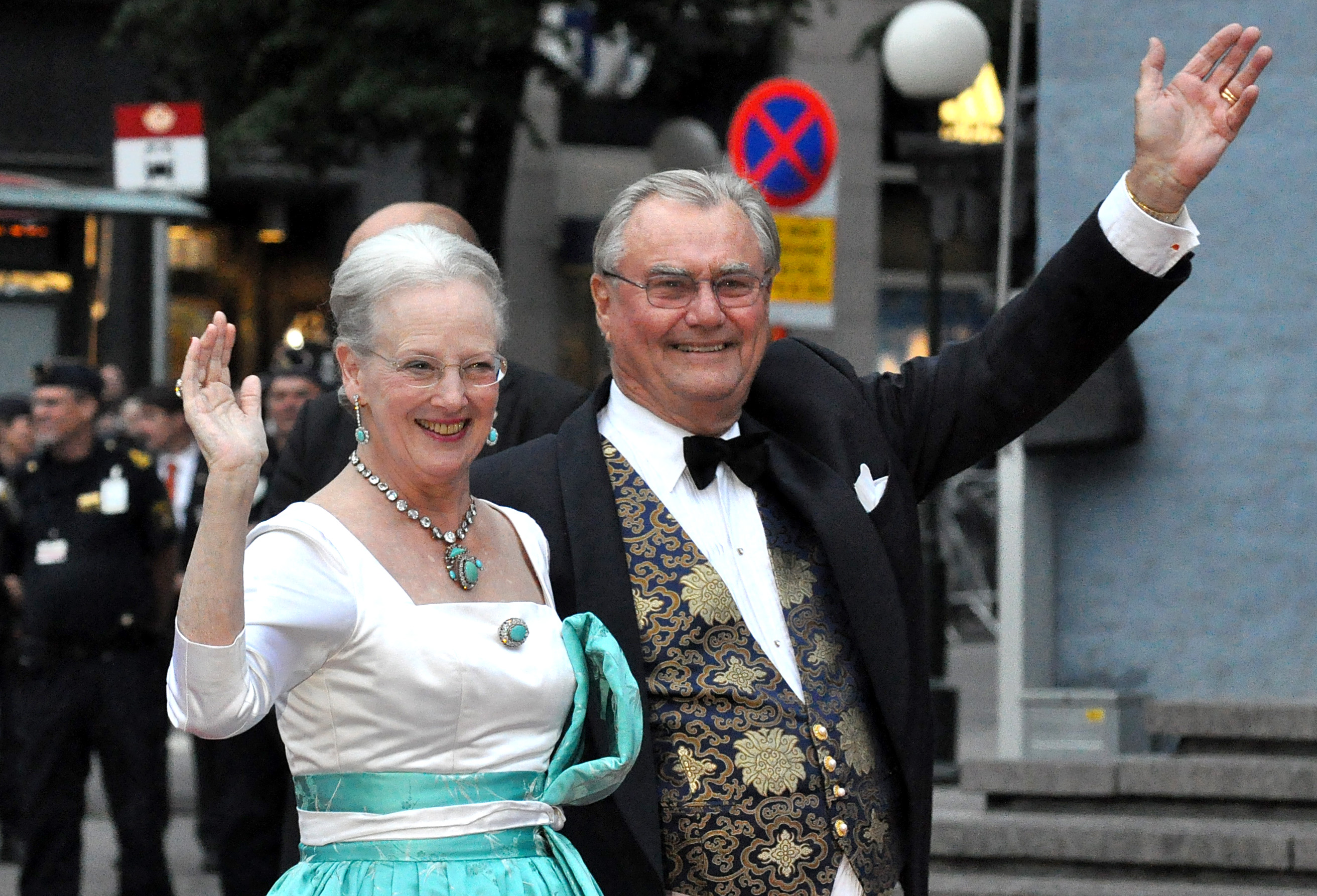
A rainha e seu marido em 2010, durante o casamento real de Vitória, Princesa Herdeira da Suécia e Daniel Westling.

#### Jubileu de Rubi
Em janeiro de 2012 a rainha completou 40 anos de reinado. Para celebrar a data, foram realizadas algumas recepções e inaugurações, uma viagem até Roskilde para depositar uma coroa de flores nos túmulos do rei Frederico IX e da rainha Ingrid, um concerto no Danmarks Radio Concert House, um almoço feito pelos príncipes-herdeiros Frederico e Maria no Palácio Frederico VIII e uma missa de ação de graças na Capela do Palácio de Christianborg e um jantar de gala no Palácio de Christianborg. O Jubileu de Rubi da rainha teve uma grande participação popular e foi um momento de orgulho e celebração para todos os dinamarqueses.

### Debates sobre Imigração
Numa entrevista no livro De dybeste rødder (As Raízes Mais Profundas), de 2016, segundo historiadores do Instituto Saxo da Universidade de Copenhaga, ela mostrou uma mudança de atitude em relação à imigração para uma postura mais restritiva. Ela afirmou que o povo dinamarquês deveria ter esclarecido de forma mais explícita as regras e valores da cultura dinamarquesa, a fim de poder ensiná-los aos recém-chegados. Ela afirmou ainda que os dinamarqueses em geral subestimaram as dificuldades envolvidas na integração bem-sucedida dos imigrantes, exemplificadas pelas regras de uma democracia que não são esclarecidas aos imigrantes muçulmanos e pela falta de preparação para fazer cumprir essas regras. Isto foi recebido como uma mudança em linha com a atitude do povo dinamarquês.

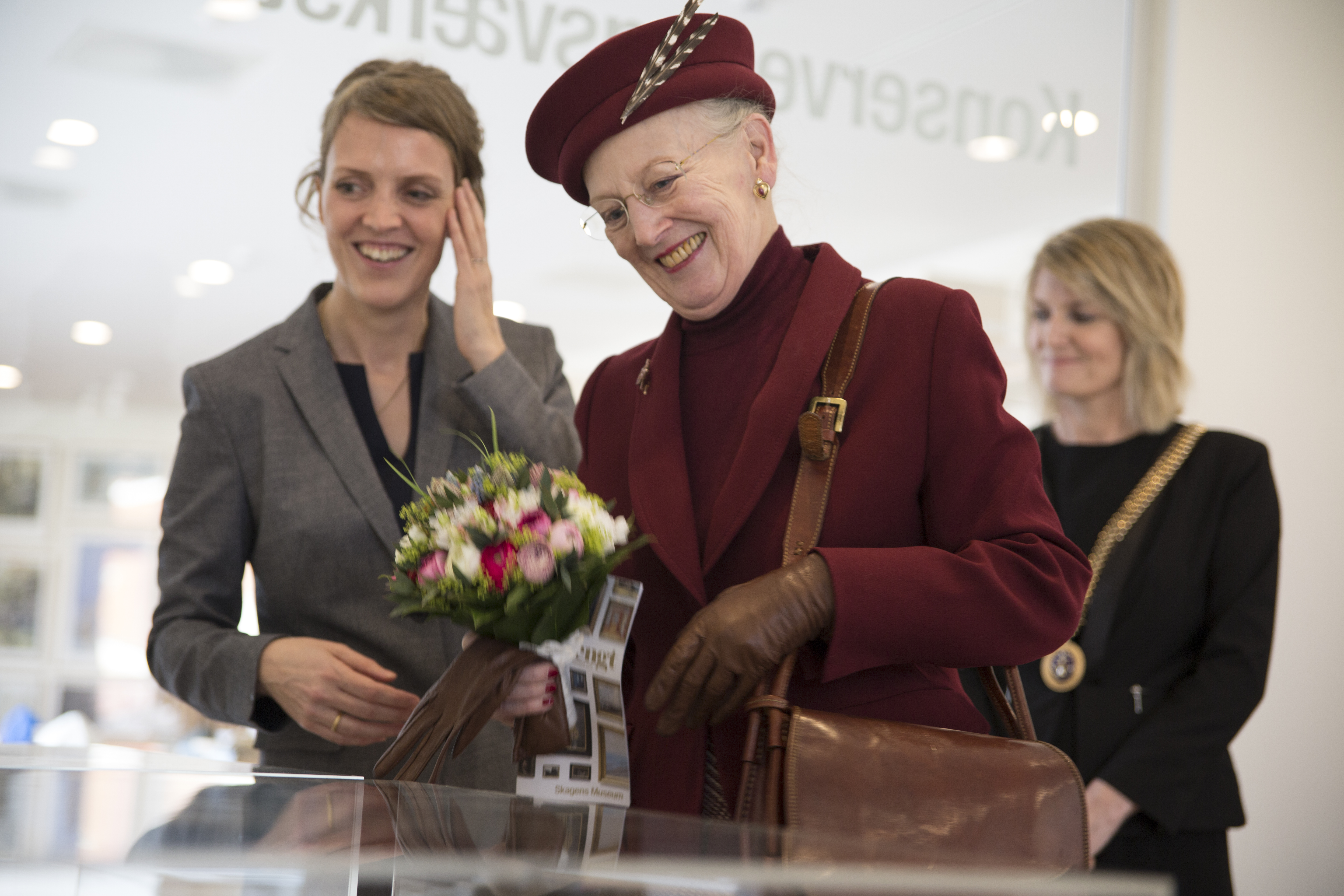
Inauguração do Museu Skagen com a presença da rainha Margarida II, 2016.

### Longevidade
No inicio da década de 2020, Margarida II se tornou a segunda monarca dinamarquesa que viveu mais tempo, atrás do rei Cristiano IV. Cristiano IV ascendeu ao trono aos 11 anos, em 1588, mas só reinou concretamente desde a maioridade, em 1596 até 1648. A rainha afirmou em junho de 2020, no seu 80.º aniversário, não ter intenção de abdicar, ainda que os seus compromissos públicos sejam mais assegurados pelo príncipe herdeiro. Esperava-se que, quando a Rainha morresse, o seu filho mais velho, o príncipe herdeiro Frederico, a sucedesse no trono. Após a sua morte, a soberana será sepultada num mausoléu localizado na Catedral de Roskilde, perto dos seus antecessores.

#### Jubileu de Ouro

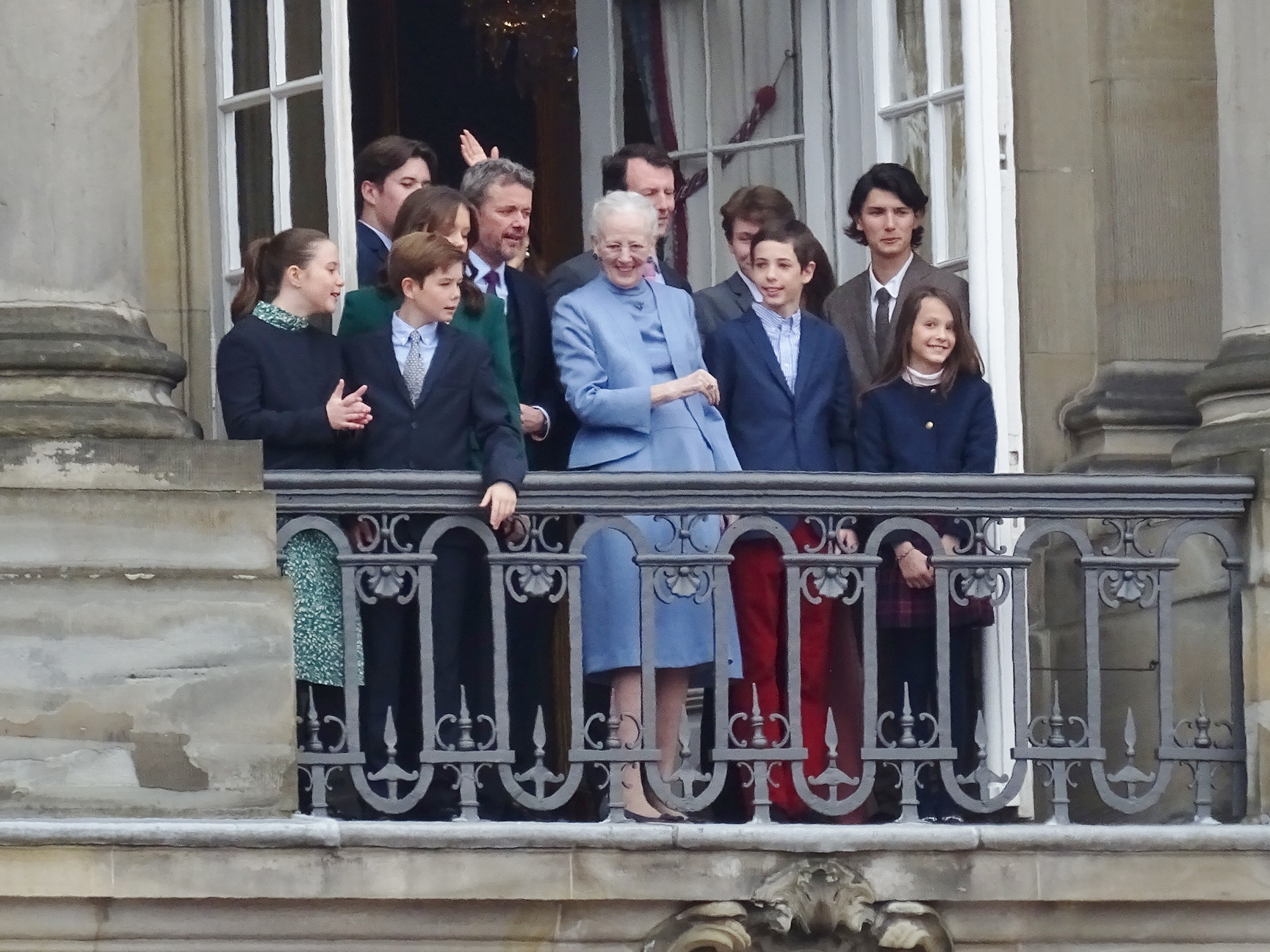
A Rainha cercada por sua família acenando para multidões em seu aniversário de 83 anos, em abril de 2022. Da esquerda para a direita: Princesa Josefina, Principe Vicente, Princesa Isabel, Príncipe Cristiano, o então Príncipe Herdeiro, a Rainha, Príncipe Joaquim, Conde Félix, Conde Henrique, Condessa Atena e Conde Nicolau.

No dia 14 de janeiro de 2022, a rainha Margarida II celebrou o seu Jubileu de Ouro, que marca o 50º aniversário da sua ascensão ao trono. Durante este dia, a soberana coloca uma coroa de flores no túmulo de seu pai, o rei Frederico IX. Devido à pandemia de Covid-19, as festividades previstas para celebrar o jubileu são adiadas para o dia 10 e 11 de setembro sugerido pela primeira-ministra Mette Frederiksen. Nesta ocasião foram previstos vários eventos, incluindo um jantar de gala no Castelo de Christiansborg, celebrações na Câmara Municipal de Copenhaga e uma troca da guarda no Palácio de Amalienborg em homenagem ao soberano.
No entanto, após a morte da rainha Isabel II, ocorrida em 8 de setembro de 2022, a rainha da Dinamarca altera grande parte do seu programa de jubileu: a recepção na Câmara Municipal de Copenhaga é adiada, enquanto a troca da guarda, o desfile de carruagens pelas ruas da capital e a aparição de membros da família real na varanda do Palácio de Amalienborg são canceladas. Por outro lado, uma atuação no Royal Theatre, uma missa em Copenhague e a noite de gala no Castelo de Christiansborg são mantidas “num formato adaptado”, incluindo um minuto de silêncio em homenagem a Isabel II.
Ainda em 2022, a rainha anunciou que a partir do início de 2023 os descendentes do príncipe Joaquim só poderão usar os títulos de Conde e Condessa de Monpezat, deixando de existir os títulos anteriores de Príncipe e Princesa da Dinamarca. Para que os filhos tenham uma vida normal, a rainha "quer criar uma estrutura para que os quatro netos, num grau muito maior, possam moldar a sua própria existência sem serem limitados pelas considerações e obrigações especiais que uma filiação formal com o A Casa Real como instituição implica". Seu filho e seus netos expressaram publicamente choque e confusão por causa da decisão. Mais tarde, a rainha disse que estava triste por ter perturbado os membros da família com a sua decisão, mas não a mudou.

#### Abdicação
No dia 31 de dezembro de 2023, durante seu discurso de Ano Novo na televisão, a rainha divulgou a sua vontade de renunciar ao trono em favor de seu filho, o príncipe Frederico, no dia 14 de janeiro de 2024. Este dia marca o 52.° ano de seu reinado. Às 14h00 no horário dinamarquês do dia da abdicação, no Palácio de Christiansborg, Margarida II assinou uma declaração abrindo mão do trono, na presença da primeira-ministra Mette Frederiksen, dos príncipes herdeiros Frederico e Maria, e do filho do casal, Cristiano. Os príncipes herdeiros foram procalamados oficialmente como rei Frederico X e rainha consorte Maria às 15h00, na sacada do palácio, onde o novo rei fez um discurso.

## Vida pessoal e interesses

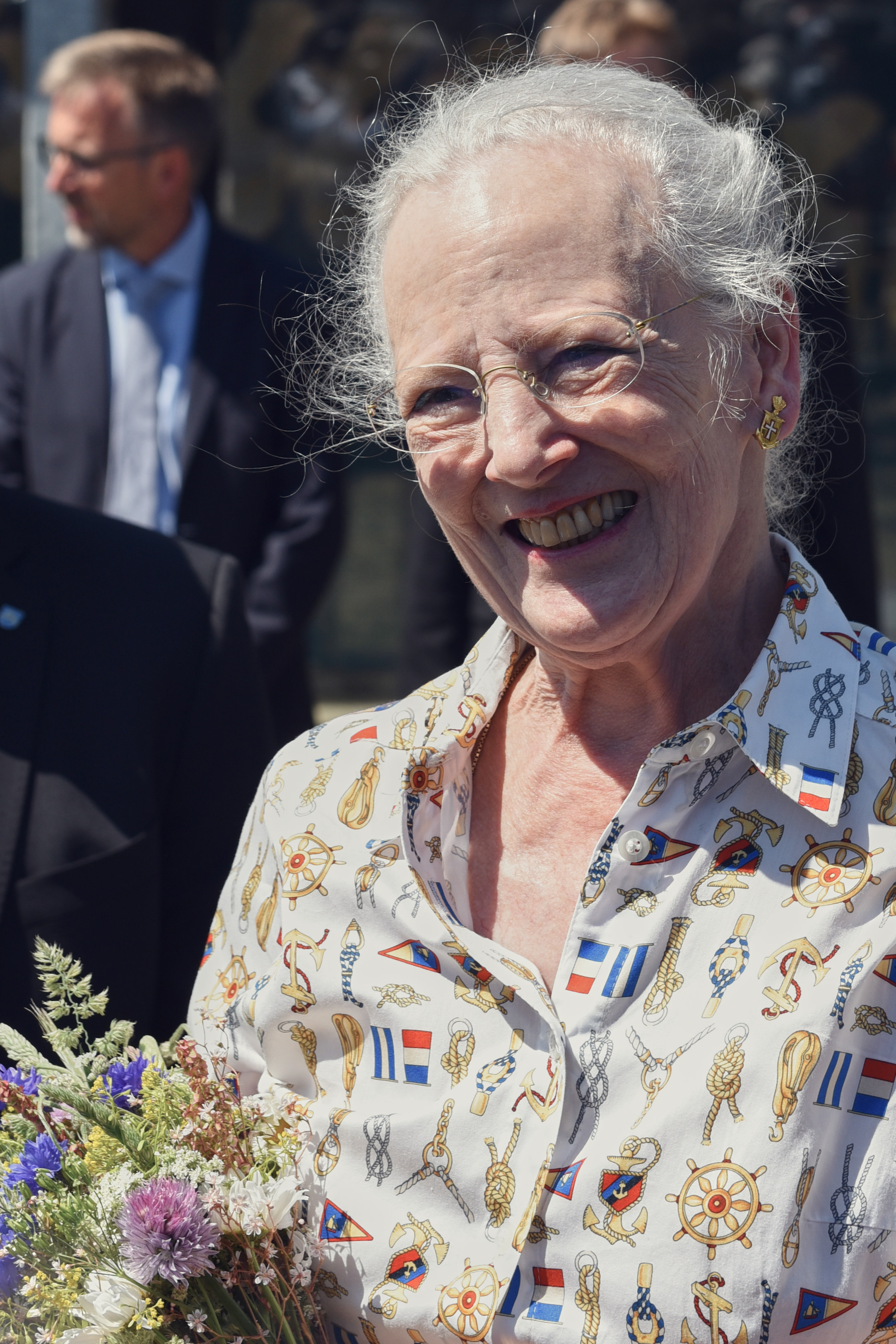
Margarida II no Município de Varde, em 2016.

Desde 1970, a rainha tem-se empenhado ativamente num determinado número de modos de expressão artística: pintura, têxteis para igrejas, aquarelas, gravuras, ilustrações de livros, recorte de imagens, cenografia e bordados. Uma grande parte destas obras artísticas foram mostradas em conexão com exposições na Dinamarca e no estrangeiro. As obras artísticas estão representadas nos seguintes museus de arte: Statens Museum Kunst (a galeria nacional), Aarhus Art Museum (museu de arte), ARoS, e Køge Art Gallery Sketch Collection (esboços para têxteis de igrejas).
Suas ilustrações sob o pseudônimo de Ingahild Grathmer - foram usadas para a edição dinamarquesa de O Senhor dos Anéis, que ela foi animada para ilustrar no início dos anos 1970. Ela os enviou para J. R. R. Tolkien, que ficou surpreso com a semelhança dos desenhos com seu próprio estilo. Os desenhos de Margaret foram ilustrados novamente pelo artista britânico Eric Fraser na tradução publicada em 1977 e republicada em 2002. Em 2000, ela ilustrou Henrique, a coleção de poesia do Príncipe Consorte, Cantabile. Ela também é uma tradutora talentosa e teria participado da tradução dinamarquesa de O Senhor dos Anéis. Outra habilidade que ela possui é o figurino, tendo desenhado figurinos para a produção de A Folk Tale do Royal Danish Ballet e para o filme de Peter Flinth de 2009, De vilde svaner (Os Cisnes Selvagens). Ela também desenha suas próprias roupas e é conhecida por suas escolhas de cores e, às vezes, por roupas excêntricas. Margarida também usa designs do ex-designer de Pierre Balmain, Erik Mortensen, Jørgen Bender e Birgitte Taulow. No The Guardian em março de 2013, ela apareceu como uma das cinquenta pessoas mais bem vestidas com mais de 50 anos.
Margarida é fumante inveterada e é famosa por seu hábito de fumar. Contudo, em 23 de novembro de 2006, o jornal dinamarquês B.T. relatou uma declaração da Corte Real indicando que no futuro a rainha fumaria apenas em particular.
Uma declaração numa biografia autorizada da rainha em 2005 (intitulada Margaret) centrou-se nas suas opiniões sobre o Islão:

"Estamos sendo desafiados pelo Islã nestes anos, tanto globalmente como localmente. Há algo de impressionante nas pessoas para quem a religião permeia a sua existência, do anoitecer ao amanhecer, do início ao fim. Também há cristãos que se sentem assim. Há algo de atraente nas pessoas que se entregam completamente à fé. Mas não é algo assustador nessa totalidade, que também é uma característica do Islão. É preciso encontrar um contrapeso e, por vezes, é preciso correr o risco de receber rótulos pouco lisonjeiros. Porque há algumas coisas pelas quais não se deve mostrar tolerância. E quando somos tolerantes, devemos saber se é por conveniência ou por convicção."

### Saúde
A rainha teve vários problemas de saúde. Durante a década de 1990 e início de 2000, ela foi operada diversas vezes no joelho direito devido a lesões e osteoartrite. Em 1994, ela foi tratada de câncer cervical. Em 2003, ela foi submetida a uma operação de 4,5 horas de duração para estenose espinhal.
Em 9 de fevereiro de 2022, o tribunal dinamarquês divulgou num comunicado de imprensa que a rainha tinha contraído a COVID-19. Em 13 de fevereiro, a rainha pôde sair do isolamento domiciliar depois de ter contraído um caso leve do vírus. Em 21 de setembro de 2022, a Casa Real Dinamarquesa divulgou num comunicado de imprensa que a rainha havia contraído novamente o COVID-19, depois de comparecer ao funeral de Isabel II, sua prima de terceiro grau, em Londres. Ela deixou o isolamento domiciliar em 26 de setembro e retomou imediatamente suas funções oficiais, afirmando que se sentia bem.
Em 22 de fevereiro de 2023, a rainha foi submetida a uma "grande cirurgia nas costas" no Rigshospitalet devido a dores contínuas nas costas. Em comunicado no dia seguinte, um representante da rainha disse que a cirurgia correu bem e que ela já tinha saído para passear. Ela recebeu alta do hospital em 2 de março e voltou da licença médica em seu aniversário, 16 de abril de 2023.

## Títulos, estilos e honrarias

### Tratamentos
- 14 de maio de 1940 a 17 de junho de 1944: Sua Alteza Real a Princesa Margarida da Dinamarca e Islândia
- 17 de junho de 1944 a 5 de junho de 1953: Sua Alteza Real a Princesa Margarida da Dinamarca
- 5 de junho de 1953 a 14 de janeiro de 1972: Sua Alteza Real a Princesa Herdeira da Dinamarca
- 14 de janeiro de 1972 a 14 de janeiro de 2024: Sua Majestade a Rainha da Dinamarca
- 14 de janeiro de 2024 – presente: Sua Majestade a Rainha Margarida [31][32]

## Condecorações honorárias

### Condecorações honorárias nacionais
- Dinamarca
  -  Grã-Mestra da Ordem do Elefante.
  -  Grã-Mestra da Ordem de Dannebrog.
  -  Membro da Real Ordem Familiar do Rei Federico IX.
  -  Medalha Comemorativa do Centenário do Rei Cristiano X (26/09/1970).
  -  Medalha Comemorativa dos 50 anos da chegada da Rainha Ingrid (24/05/1985).
  -  Medalha Comemorativa do Centenário do Rei Frederico IX (11/03/1999).
  -   Medalha Comemorativa da Rainha Ingrid (28/03/2001).
  -  Medalha Comemorativa do 350º Aniversário da Guarda Real Dinamarquesa (30/06/2008).
  -  Medalha Comemorativa do 70º Aniversário da Príncipe Consorte Henrique (11/06/2009).
  -  Medalha Comemorativa do Príncipe Henrique (11/06/2018).
- Gronelândia
  -  Medalha de Ouro por Serviços Meritórios

### Condecorações estrangeiras
- Argentina: Grã-Cruz da Ordem do Libertador San Martin
- Áustria: Grã-Cruz da Ordem do Mérito
- Bélgica: Grão-Colar da Ordem de Leopoldo
- Brasil: Grão-Colar da Ordem do Cruzeiro do Sul
- Bulgária: Grã-Cruz com cordão da Ordem da Stara Planina
- Chile: Colar da Ordem do Mérito do Chile
- Estónia: Colar da Ordem da Cruz da Terra Mariana
- França: Grã-Cruz da Legião de Honra
- Emirados Árabes Unidos: Colar da Ordem de Al Kamal
- Egito: Colar da Ordem do Nilo
- Finlândia: Grã-Cruz com Colar da Ordem da Rosa Branca da Finlândia
- Alemanha: Grã-Cruz Classe Especial da Bundesverdienstkreuz
- Grécia: Grã-Cruz da Ordem do Redentor
- Grécia: Grã-Cruz da Ordem da Santas Olga e Sofia
- Islândia: Grã-Cruz com Colar da Ordem do Falcão
- Iran: Ordem das Pleiades, 2.ª Classe
- Itália: Dama Grã-Cruz com Colar da Ordem do Mérito da República Italiana
- Japão: Ordem da Preciosa Coroa, 1.ª Classe
- Japão: Colar da Ordem do Crisântemo
- Jordânia: Colar da Ordem da Estrela da Jordânia
- Iugoslávia: Grã-Cruz da Ordem da Estrela Iugoslava
- Letônia: Comandante Grã-Cruz com Colar da Ordem das Três Estrelas
- Lituânia: Grã-Cruz da Ordem de Vytautas o Grande
- Luxemburgo: Cavaleira da Ordem do Leão Dourado da Casa de Nassau
- Marrocos: Grã-Cruz com Colar da Ordem de Ouissam Alaouite
- Países Baixos: Cavaleira Grã-Cruz da Ordem do Leão Neerlandês
- Nepal: Ordem de Pratap Bhasker, 1.ª Classe
- Noruega: Grã-Cruz com Colar da Ordem de Santo Olavo
- Polónia:Cavaleira da Ordem da Águia Branca
- Polónia: Grão-Cordão da Ordem do Mérito da República da Polônia
- Portugal: Grande-Colar da Ordem do Infante D. Henrique (20 de Junho de 1984)[33]
- Portugal: Grande-Colar da Ordem Militar de Sant'Iago da Espada (12 de Outubro de 1992)[33]
- Roménia: Colar da Ordem da Estrela da Romênia
- Arábia Saudita: Colar da Ordem de Abdulaziz al Saud
- Eslovênia: Ordem Dourada da Liberdade da República da Eslovênia
- Espanha: Dama da Ordem do Tosão de Ouro
- Espanha: Dama Colar da Ordem de Carlos III
- Suécia: Membro da Ordem do Serafim
- África do Sul: Grã-Cruz com Colar da Ordem da Boa Esperança
- Tailândia: Dama da Ordem da Real Casa de Chakri
- Tailândia: Dama da Ordem de Rajamitrabhorn
- Reino Unido: Dama da Ordem da Jarreteira
- Reino Unido: Dame Grã-Cruz da Real Ordem Vitoriana
- Reino Unido: Beneficente do Real Colar Vitoriano